# الإنصاف فيما في بسم الله من الخلاف
الإنصاف فيما في بسم الله من الخلاف هو كتاب من كتب الحديث عن البسملة، ألفه الحافظ ابن عبد البر (368-463)، يتحدث المؤلف في كتابه مسألة تعد من أشهر المسائل الخلافية التي شغلت اهتمام العلماء قديمًا وحديثًا، وقد نهج المؤلف في عرض موضوع الكتاب المنهج التالي:
1. بدأ المصنف كتابه بمقدمة أبان فيها عن سبب تصنيفه للكتاب.
2. ذكر المصنف جملة أقوال العلماء في قراءة البسملة.
3. توسع المصنف في ذكره لمذاهب العلماء في المسألة، فبدأ بذكر مذاهب الصحابة والتابعين، فمن بعدهم.
4. ذكر المصنف ما استدلت به كل طائفة من الأحاديث والآثار، ويذكر وجه استدلالهم من بعض الأحاديث.
5. يورد الأحاديث، ويبين طرقها، والاختلاف في أسانيدها في الغالب.
6. تكلم المصنف على بعض الأحاديث التي رواها تصحيحًا وتضعيفًا.
7. كما تكلم على بعض رواة الأسانيد التي أوردها.